# Djäkne

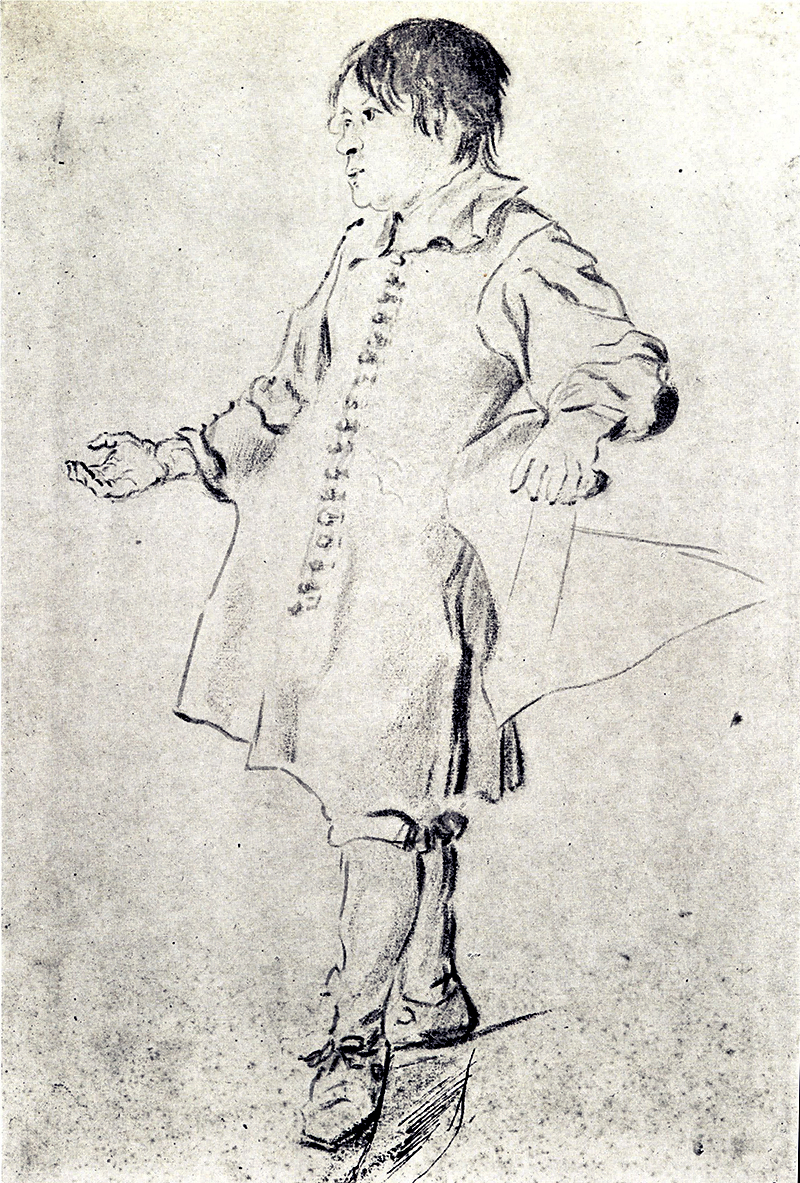
Tiggande djäkne. Teckning från 1600-talet av Johann Philip Lemke.

Djäkne, ursprungligen av "diakon", betyder lärjunge i lärdomsskolans högre klasser och härstammar från den tid då den högre utbildningen endast skedde i kyrkans regi. Efterhand har det i vissa fall blivit identiskt med elev på gymnasiet, framför allt på äldre och mer traditionstyngda gymnasier. Djäknarna sjöng ofta i kyrkan, på bröllop och inte minst på begravningar, eller hemma vid människors dörr vid ostiatimgång.
Djäknarna var från medeltiden och framåt kända för plägseden med så kallad sockengång. Denna sedvana bestod i att behövande skolynglingar fick rätt att vandra omkring i vissa socknar i närheten av sin skola och hos bönderna ta emot allmosor för sitt underhåll under den närmaste tiden framåt. Genom detta av myndigheterna godkända vagabondliv fick många djäknar avsmak för ordnat arbete; och på så sätt uppstod en samhällsklass av "driftedjäknar" som blev en regelrätt landsplåga. Gustav II Adolf ville utrota denna osed, genom vilken ungdomen "onytteligen förnöter sin kosteliga tid och tillvänjes många odygder, dryckenskap, svärmeri, tiggande, lättjegång och annat slikt". Men prästerskapet förklarade det vara "icke allenast brukligt utan ock nyttigt, att man tillåter djäknarne en liten rekreation på åtta dagar". Det hela fick därför förbli som det varit. Djäknar som lärde sig vid Rudbeckianska gymnasiet i Västerås firade Valborgsmässoafton i det så kallade Djäkneberget, en park som än idag är döpt efter dem.
Det förekom även så kallade djäknekvarter, som var områden där djäknarna bodde i en stad. I exempelvis Linköping var det som nu är Pilens backe tidigare ett djäknekvarter för de som utbildade sig vid Linköpings högre allmänna läroverk. I Malmö finns det numera några byggnader benämnda Djäknegatshusen, där djäknar som lärde sig vid Malmö latinskola bodde. I Västerås finns Djäkneberget.